# Vitelli (famiglia)
La famiglia Vitelli è stata la casata più importante di Città di Castello. Assunsero la
signoria della città nel XV e XVI secolo e la abbellirono con numerosi edifici. Nonostante non figurino
tra le stirpi più influenti d'Italia, i Vitelli hanno assicurato alla scena politica e militare alcuni significativi personaggi,
soprattutto dal Quattrocento alla fine del Cinquecento.
(Alfano Alfani, "Memorie di Alfano Alfani, illustre Perugino", Perugia, 1848, pag. 35)

## Lo Stemma

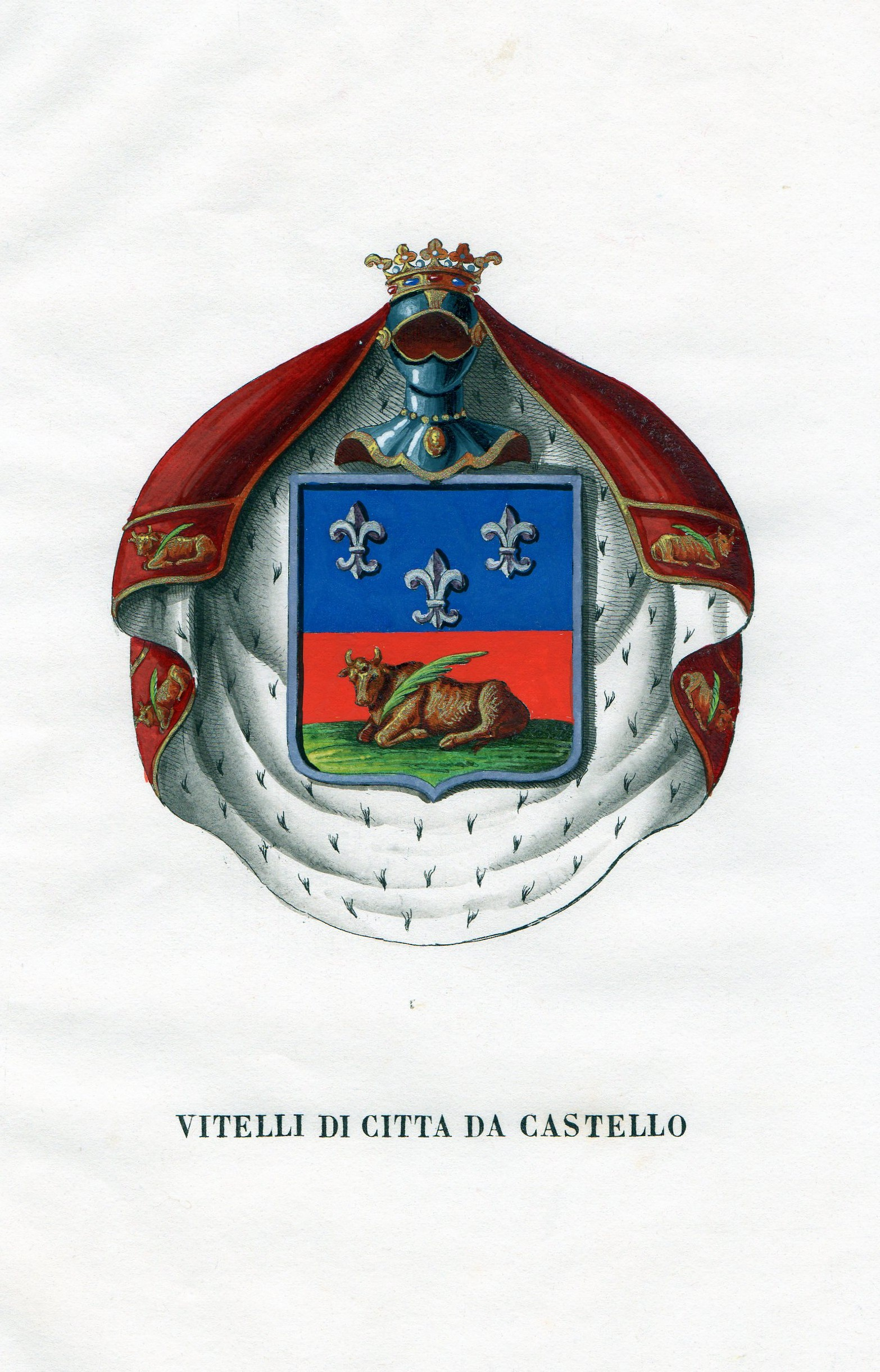
Lo stemma dei Vitelli
(incisione di fine Ottocento)

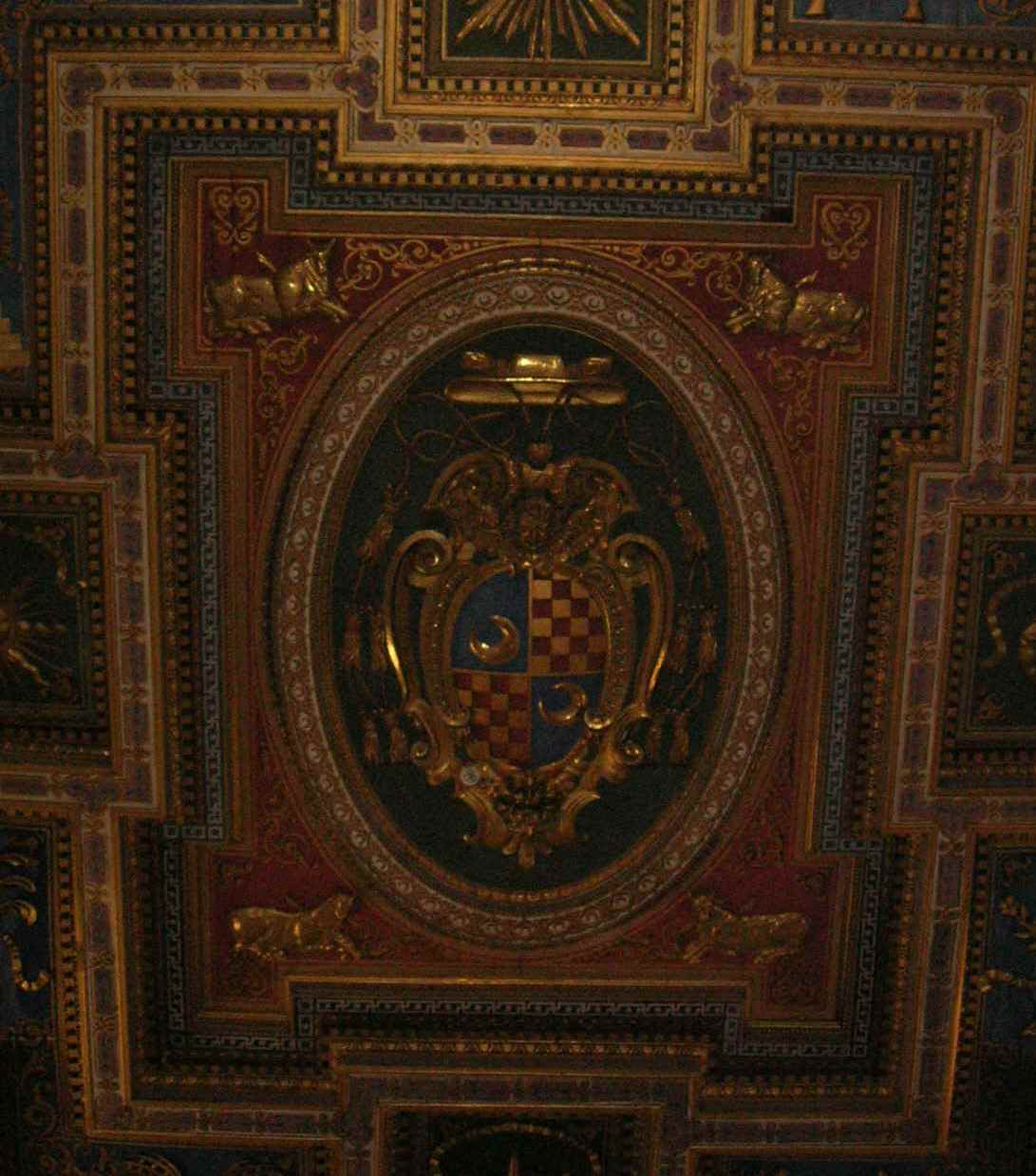
Stemma della famiglia Vitelli rappresentato nella chiesa di San Marcello al Corso a Roma.

Si conoscono due versioni dello stemma familiare dei Vitelli: una caratterizzata dalla presenza del vitello, l'altra che inquarta la figura di due mezzelune d'oro (in campo azzurro) con lo scaccato di rosso e d'oro. Più tardi quest'ultima insegna araldica fu partita con quella del leone d'oro in campo azzurro della famiglia Rossi di Parma, alla quale i Vitelli si imparentarono attraverso il matrimonio di Angela de' Rossi con il conte Alessandro Vitelli. Questi stemmi sono rintracciabili, oltre che nei palazzi Vitelli, anche nella chiesa romana di San Marcello al Corso, dove furono fatti rappresentare sull'artistico soffitto ligneo dal cardinale decano Giulio Vitelli (†1603).

## Storia della famiglia

### Le origini
Sulle origini della famiglia umbra, vi sono diverse opinioni. Niccolò Serpetri afferma, nel suo "Eroi di casa Vitelli", che le origini della prosapia fossero da far risalire addirittura all'imperatore romano Vitellio, teoria data per buona anche da Cassio Severo; Pompeo Litta Biumi, in "Famiglie celebri italiane" (1819), scrisse che probabilmente i Vitelli abbiano ereditato il loro cognome da un certo Matteo di Vitello, console di Città di Castello (1196). Secondo Giuseppe Nicasi invece, la famiglia era di origine plebea, e si era stabilita nella città tifernate da Selci Umbro; comunque, sebbene già nel 1226 si hanno notizie certe della presenza dei Vitelli nel territorio della futura signoria, è del 1356 una fonte certa riguardo alla posizione della famiglia all'interno delle mura: infatti, è stato ritrovato un attestato dei priori del popolo, in cui vengono menzionati Domenico Vitello Vitelli e altri due individui di questa casa, proclamati come mercanti di professione originari di Città di Castello. Il primo esponente di rilievo della famiglia è Gerozzo Vitelli (?-1398), figlio di Pietro (?-1348).

### Gerozzo (1342- 1398)
Il primo esponente a distinguersi dei Vitelli fu Gerozzo, ricco mercante, che ricoprì più volte cariche amministrative importanti della città; fu infatti abbondanziere del Comune nel 1381, mentre nel 1398, anno in cui morì, era priore dello Spedale degli Esposti; in più, fu per nove volte nel Consiglio degli Otto della Custodia che esercitava l'effettivo potere. Il potere da lui conquistato fece sì che si sviluppassero varie rivalità con altrettante famiglie importanti: con i Guelfucci, con i Mancini e con i Tarlatini. Questi antagonismi vennero messi in risalto ancora di più con suo figlio Vitellozzo, secondo tra quattro fratelli, Giovanni, Giacomo e Lodovico.

### Vitellozzo Vitelli (†1462)
Uno dei figli di Gerozzo, il primo Vitellozzo noto in ordine di tempo tra diversi omonimi della casata, abbandonò la città o fu forzosamente allontanato diverse volte, causa una faida con la potente famiglia Guelfucci, dovuta all'acquisizione del castello di Monte Petriolo e del feudo circostante, che fu dapprima diviso tra Vitellozzo, suo fratello Giovanni e Cristiano Guelfucci, ma alla morte di Giovanni, Vitellozzo volle per sé tutto il territorio, uccidendo il Guelfucci con l'aiuto dell'altro fratello, Giacomo. Coinvolto in numerose contese tra vari partiti (tra i quali il papa Martino V) per il dominio su Città di Castello, fu dichiarato ribelle nel 1428; rientrò in patria solo nel 1433 grazie all'appoggio del nuovo papa, Eugenio IV, che lo inserì fra gli otto membri del consiglio di Custodia, la magistratura che deteneva il governo della città. Nel 1438 e nel 1440, Vitellozzo fece visita al Pontefice, per sancire la libertà della città, ma al contempo giurargli fedeltà, e ottenne la nomina di tesoriere della provincia del Patrimonio di san Pietro. Morì nel 1462 tra grandi onori.

## Il periodo di splendore

### Niccolò Vitelli (1414-1486)

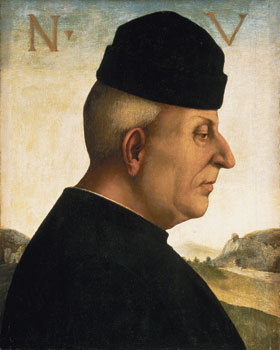
Luca Signorelli, Ritratto di Niccolò Vitelli

Alla morte di Vitellozzo (1462) le sorti della famiglia Vitelli furono decise dal figlio di suo fratello Giovanni, Niccolò. Nato nel 1414 dal matrimonio tra suo padre e Maddalena dei marchesi di Petriolo a Città di Castello, Niccolò dovette seguire, dopo la morte di Giovanni nel 1429 in esilio, suo zio Vitellozzo (1428), ma riuscì comunque a compiere i suoi studi, che lo portarono poi a essere podestà nelle più importanti città italiane: Todi (1446), Firenze (1451), Perugia (1452), Siena, Genova e Spoleto.
Il suo rientro nel 1468 fu accompagnato da una strage dei rivali oligarchi, soprattutto la famiglia Fucci, mentre i Giustini si rifugiarono sotto la protezione papale. papa Paolo II e soprattutto Sisto IV non accettarono di buon grado il suo dominio ormai assoluto sulla città. Nel 1474 Sisto la fece cingere d'assedio da Giuliano della Rovere, ma la capitolazione avvenne solo sotto la guida di Federico da Montefeltro. Niccolò rientrò nuovamente otto anni dopo, grazie all'appoggio di Lorenzo il Magnifico, già suo alleato al tempo dell'assedio e ostile a Sisto IV, uno dei mandanti della congiura dei Pazzi. Vi esercitò quindi la dittatura per conto dei Medici.
Appianata la contesa tra Lorenzo e il papa, questi ritornò all'attacco con truppe guidate da un Giustini. Niccolò trovò un accordo con il pontefice, che lo allontanò dalla città nominandolo governatore di Campagna e Marittima e successivamente di Sabina (sotto il papa Innocenzo VIII). Rientrò nella città natale solo poco prima della morte. I quattro figli maschi avuti dal matrimonio furono mercenari e perirono di morte violenta, per esempio il figlio Paolo (1461–1499) fu comandante mercenario per i fiorentini, ma venne da questi processato per tradimento e giustiziato nell'ottobre 1499.

### Vitellozzo Vitelli (1458 circa - 1502)

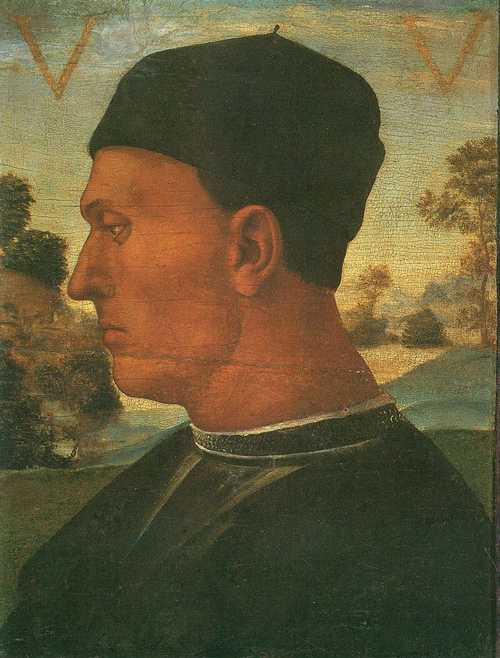
Luca Signorelli, Ritratto di Vitellozzo Vitelli

Probabilmente il più noto esponente della famiglia, anche a causa delle circostanze della sua morte. Figlio di Niccolò, fu conte di Montone, signore di Città di Castello, Monterchi e Anghiari. Capitano di ventura, esordì nelle file dell'esercito papale sotto gli Orsini. Si unì quindi a Carlo VIII nella sua discesa in Italia volta a conquistare il regno di Napoli, nel 1494. Quando questi si accordò con Firenze, passò con il fratello Paolo al comando di truppe che combatterono per Firenze contro Pisa, per la quale aveva combattuto sino a pochi mesi prima. Con il fallimento dell'impresa di Carlo VIII, lo seguì alla sua corte, dove fu tra i fautori di una nuova ripresa delle ostilità in Italia.
Nel 1496 sbarcò a Livorno, riuscendo a spezzare l'assedio dei soldati imperiali di Massimiliano I d'Asburgo. Proseguì quindi alla volta della città natia, dove raccolse truppe in previsione di unirsi agli Orsini, parenti per matrimonio e al tempo in lotta con papa Alessandro VI. Congiuntosi alle truppe di Giulio e Carlo Orsini, si scontrò nel gennaio 1497 presso Soriano con le truppe pontificie, guidate dal duca di Urbino Guidobaldo da Montefeltro, che sconfisse e prese prigioniero. Il papa Borgia dovette quindi scendere a patti con lui e gli Orsini. Nei mesi seguenti partecipò a una congiura di fuoriusciti senesi che volevano rientrare nella loro città, poi fallita. Nel 1498 ritornò sotto le bandiere di Firenze a combattere contro Pisa.
Nel 1499, accusato come il fratello Paolo di tradimento dai fiorentini, riuscì a scampare alla morte, rifugiandosi a Milano. Qui passò al servizio di Cesare Borgia, nemico di Firenze, probabilmente anche per ottenere vendetta. Nei successivi tre anni, pur debilitato a tratti dalla sifilide, percorse in lungo e in largo l'Italia settentrionale e centrale ottenendo diverse vittorie per i Borgia, ma la sua diffidenza verso il duca Valentino aumentò dopo che questi lo costrinse ad abbandonare l'assedio di Arezzo.
Nel 1502 si incontrò quindi a Magione, presso il Trasimeno, con diversi capitani al soldo dei Borgia (gli Orsini, Giampaolo Baglioni, Oliverotto da Fermo e altri) e rappresentanti di vari signori dell'Italia centrale che si sentivano minacciati dalle ambizioni del Valentino. Prese vita la "Lega dei Condottieri", le cui truppe, sotto il comando suo e di Paolo Orsini, si mossero contro Cesare. Intercettati nell'ottobre 1502 eserciti nemici in movimento verso la Romagna a Calmazzo, inflisse loro una pesante sconfitta. I fiorentini però non volevano prestare il loro aiuto e la prospettiva di aiuti francesi al duca Valentino fece accettare a Vitellozzo un trattato di riappacificazione sottoscritto da Paolo Orsini, anche se continuò a prestare parzialmente aiuto ai da Montefeltro, spodestati dal Borgia.
I due si incontrano a Senigallia negli ultimi giorni del 1502. Fidandosi della finta amichevolezza del Borgia, la sera di fine anno Vitellozzo si recò disarmato con altri comandanti a un incontro con il Valentino, che lo abbracciò. Poi scattò la trappola: venne separato dagli altri da sgherri armati guidati da Michelotto Corella e strangolato assieme a Oliverotto da Fermo. La sinistra efficacia con cui il duca neutralizzò la minaccia venne descritta da Machiavelli nel trattato Descrittione del modo tenuto dal Duca Valentino nello ammazzare Vitellozzo Vitelli, Oliverotto da Fermo, il Signor Pagolo e il duca di Gravina Orsini.

### Personaggi illustri della famiglia
Sebbene Vitellozzo sia stato uno dei rappresentanti più in vista dei Vitelli, e alla luce anche della sua triste fine con l'inganno di Cesare Borgia, nondimeno furono altri valenti capitani vitelleschi, che si sono sempre distinti per abilità militare e strategica; in più, una sinistra tradizione accomunò tutti i figli di Niccolò Vitelli: infatti, essi perirono di morte violenta sul campo di battaglia. In ordine cronologico, questi sono i capitani Vitelli che servirono per secoli Papi e sovrani di mezza Europa:
- Giovanni Vitelli (†1487), figlio di Niccolò, che seguì il padre in molte delle sue azioni militari, come le guerre contro Lorenzo Giustini (†1487). Morì in battaglia colpito da un colpo di spingarda[7].
- Paolo Vitelli (1461-1499), figlio di Niccolò, grandissimo condottiero, divenuto, tra le altre cose, capitano generale dell'esercito della Repubblica fiorentina, comandò le milizie contro i pisani nella guerra di Pisa, ma venne poi accusato di tradimento e decapitato dai fiorentini stessi[8].
- Camillo Vitelli (1459–1496), figlio di Niccolò, partecipò, tra l'altro, alla battaglia di Fornovo, dopo la quale il re Carlo VIII di Francia gli regalò per il grande valore, una collana d'oro, nominandolo cavaliere. Morì a Circello colpito da un sasso, probabilmente lanciatogli da una donna[9].
- Giulio Vitelli (1458–1530), figlio naturale di Niccolò, fu vescovo di Città di Castello dal 1499, ma vista la sua partecipazione alla congiura della Magione, venne sollevato da questo incarico nel 1503. Capitano di ventura, fu anche viceduca di Urbino per Lorenzo de' Medici. Morì nel 1530.[10].
- Vitello Vitelli (1480–1528), figlio naturale di Camillo, capitano di ventura per i veneziani prima e per i Papi poi, militando sotto Leone X e Clemente VII, passando un breve periodo anche al comando delle truppe milanesi e fiorentine.[11].
- Alessandro Vitelli (1500-1554), figlio naturale di Paolo, grandissimo condottiero, impegnato soprattutto nelle file fiorentine dei Medici, partecipò anche a guerre ungheresi (contro i turchi) e tedesche nelle file pontificie[12].
- Niccolò II Vitelli (1496-1529), figlio naturale di Paolo, prese parte alla battaglia della Bicocca nel 1522, prima di morire vittima di una tresca amorosa nel 1529[13].
- Chiappino Vitelli (1519-1575), figlio di Niccolò II, grandissimo condottiero, uomo di fiducia di Cosimo I de' Medici, per il quale fu, oltre che ambasciatore, generale dell'esercito. Per le sue vittorie, fu richiesto al granduca da Filippo II di Spagna, e fu inviato da quest'ultimo in Olanda, dove morì nel 1575 probabilmente assassinato[14].
- Paolo II Vitelli (1519-1574), figlio di Niccolò II, fu un esperto militare, impegnato soprattutto con la famiglia Farnese di Parma[15].

## I Vitelli e l'arte
I Vitelli, al pari di tutte le altre grandi famiglie nobili italiane, non mancarono certo di incoraggiare le arti, per rendere la loro patria magnifica e famosa per le sue bellezze; per questo, artisti come Luca Signorelli e Giorgio Vasari accettarono di lavorare a Città di Castello, citando anche Prospero Fontana, Pontormo e Cristoforo Gherardi.

### Palazzo Vitelli alla Cannoniera

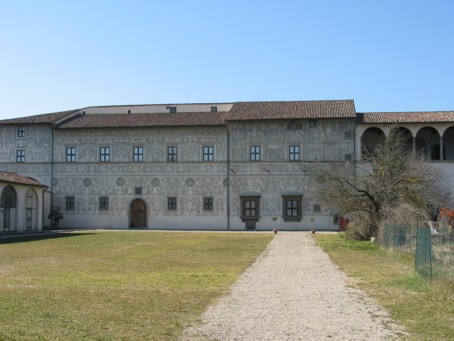
Palazzo Vitelli alla Cannoniera, 1521-1532.

Così chiamato perché probabilmente costruito sopra un'antica fonderia, il palazzo Vitelli alla Cannoniera non è di ampie dimensioni, ma ha avuto comunque molta importanza perché dimora del condottiero tifernate Alessandro Vitelli, che ne ordinò la costruzione tra il 1521 e il 1531, in occasione delle sue nozze con Angela de' Rossi. La facciata, realizzata da Cristoforo Gherardi (probabilmente su disegno del suo amico Giorgio Vasari), è essa stessa un messaggio politico, perché le mezzelune presenti (simbolo dei Vitelli in generale, essendo rappresentate anche nel loro blasone), sono disposte allo stesso modo delle palle dello stemma dei Medici, volendo così rappresentare l'alleanza stretta con il futuro granduca di Toscana Cosimo I de' Medici, cugino di Angela. Nella facciata erano inoltre presenti alcuni busti di imperatori romani (con caratteristiche degli appartenenti alla famiglia) tra cui quello di Vitellio; oggi, di queste sculture, realizzate dai Della Robbia, non resta niente, dopo la loro vendita alla fine dell'Ottocento da parte di certi antiquari. I riferimenti politici continuano anche all'interno della casa: infatti, sotto allo stemma dei Vitelli, vi è rappresentato un agnello incastrato tra i rami di un rovere, che alludono alla famiglia nemica dei Della Rovere (il rovere) e a un rappresentante della casata stessa poi divenuto papa, Sisto IV (agnello). Nel palazzo, sono raffigurate anche varie scene mitologiche, e richiami alla natura, con rappresentazioni di animali.
Ma l'affresco più interessante è quello detto "della sora Laura" , che raffigura una donna a cavallo di un uomo, che raffigurerebbe l'amore di Alessandro per questa Laura, che pare abbia indotto il condottiero a tradire la moglie con lei, con il risultato che la consorte del tifernate, gelosa per l'adulterio, si sia poi trasferita nel palazzo Vitelli a San Giacomo. Altri invece (più verosimilmente dato che il conte non avrebbe mai chiesto all'artista di rappresentare l'amante) hanno ipotizzato che, visto l'abito dell'uomo rappresentato (quasi simile a un saio) e la somiglianza con la Leda di Gherardi, questo affresco rappresenti Angela de' Rossi che domina Alessandro Stefano Filodori, vescovo di Città di Castello, con il quale la stessa parmense ebbe contrasti.Oggi il palazzo è sede della Pinacoteca Comunale di Città di Castello.

### Palazzo Vitelli a Sant'Egidio
Palazzo Vitelli a Sant'Egidio venne edificato a partire dal 1540 per volere di Paolo II Vitelli, esponente della famiglia tifernate al servizio per molto tempo dei Farnese di Parma, e rappresenta sicuramente il palazzo Vitelli più significativo; qui vennero infatti ospitati Ottavio Farnese e Giovanna d'Austria, prima moglie del granduca di Toscana Francesco I de' Medici. Sull'origine del disegno dello stabile, è stata fatta l'ipotesi che lo stesso Paolo II abbia realizzato il progetto, perché, come dice Giovanni Magherini Graziani, erudito tifernate, vi sono alcune incongruenze. I ricevimenti, all'interno del palazzo, avvenivano in un enorme e magnifico salone, sulle quali pareti furono affrescate da Prospero Fontana le numerose imprese militari dei Vitelli, e i rappresentanti più in vista della casata. Le altre stanze invece, furono decorate, oltre che dal Fontana stesso, da Vasari e da Cristoforo Gherardi. Nel palazzo è presente anche una cappella, interamente affrescata con scene del Vecchio e Nuovo Testamento; ma ancora più interessante è il giardino della residenza, che conteneva un orto botanico e una collinetta artificiale, che servì come base per un boschetto di Lecci, all'interno della quale fu ricavata una caverna, che conduceva direttamente all'esterno delle mura.Nel giardino fu innalzata una loggia, importante non tanto per la sua architettura ma per i suoi affreschi: questi, furono realizzati probabilmente da Gherardi, ma sembra che vi sia stato anche l'intervento del Fontana. Gli affreschi narrano il mito di come abbia avuto origine la famiglia Vitelli, mentre tre giovani figure furono dipinte con pendolo e squadra proprio per rappresentare il grande apprezzamento dei tifernati per l'arte.

### Palazzo Vitelli in Piazza
Il palazzo Vitelli in Piazza è la più antica tra le residenze innalzate dai Vitelli; infatti, nonostante questo fabbricato fosse già casa di Niccolò, fu dopo la morte (1486) del "fondatore politico" della famiglia che iniziarono i lavori per rendere l'edificio più grande e bello. Furono infatti i figli di Niccolò, Vitellozzo, Giovanni e Camillo a realizzare il rifacimento dello stabile nel 1487, ma i lavori non furono completi fino all'intervento di Alessandro Vitelli, nipote dei tre figli di Niccolò, che nel 1544 avviò una nuova ricostruzione; così, oggi non è possibile distinguere cosa sia stato compiuto per volere dei tre fratelli e cosa per volere di Alessandro. Il palazzo è ora di proprietà della famiglia nobile tifernate dei Bufalini.

### Palazzo Vitelli a San Giacomo
Palazzo Vitelli a San Giacomo è un'altra dimora dei Vitelli sul territorio tifernate, sulle quali origini però sorgono molti dubbi: infatti, sembra che Angela de' Rossi, stanca dei continui tradimenti di suo marito Alessandro Vitelli, si sia fatta costruire questa nuova residenza, lontano dal coniuge, ma questa ipotesi viene messa in dubbio dal fatto che oltre allo stemma dei Rossi di Parma (il leone rampante), nella casa è stato scolpito e rappresentato anche il blasone dei Vitelli, cosa alquanto improbabile se Angela avesse davvero costruito il palazzo dopo i litigi con il marito; perciò, sembra più credibile che Vitello Vitelli, primo consorte di Angela de' Rossi, abbia fatto costruire questa casa proprio in onore del matrimonio celebrato nel 1522.

### Altre opere vitellesche nell'arte
I Vitelli non si occuparono solo di rendere Città di Castello, loro patria, più bella, ma fecero lo stesso anche con altri luoghi; per esempio Chiappino Vitelli, ottenuto il titolo di marchese di Cetona da Cosimo I de' Medici, si mise all'opera per riorganizzare la città, e fece costruire un'enorme piazza, detta poi piazza Vitelli, chiamata oggi piazza Garibaldi. Giulio Vitelli (1458 – 1530), figlio naturale di Niccolò e vescovo di Città di Castello, fece erigere,tra il 1498 e il 1502, a Pietralunga, il palazzo Comunale, oggi sede municipale del paese perugino, dove sono tuttora presenti camini con lo stemma dei Vitelli scolpito. Un altro Giulio Vitelli (†1603), cardinale decano, acquistò invece nel 1566 villa Aldobrandini a Roma, e avviò una prima ristrutturazione; successivamente,nel 1600, la villa fu venduta dal figlio di Giulio, Clemente (capitano della Guardia di Cosimo III e ambasciatore del granduca presso Roma), al papa Clemente VIII, che la donò al vescovo Pietro Aldobrandini. Lo stesso monsignor Giulio incaricò Giovanni Battista Ricci(1537-1627) di decorare il tetto ligneo della chiesa di San Marcello al Corso, dove sono presenti molti stemmi dei Vitelli. Altra opera significativa dei Vitelli a Città di Castello fu compiuta per volere di Niccolò, il quale fece edificare tra il 1483 e il 1509 a Elia di Bartolomeo Lombardo la chiesa e la porta di Santa Maria Maggiore, per celebrare le sue vittorie militari contro Lorenzo Giustini. Nel 1666 Antonio Lignani, bolognese, su consiglio della moglie, la marchesa Angela Vitelli, fece costruire il teatro degli Illuminati a Città di Castello, ancora oggi in funzione.

## Albero Genealogico della famiglia Vitelli
Gerozzo Vitelli (1342-1398)
```
│
└──> Vitellozzo Vitelli(†1462)
├──> Giovanni Vitelli (†1429)
     └──> 
Niccolò Vitelli
(1414-1486)
          x Pantasilea Abocatelli
          └──> Giulio Vitelli(1458-1530),vescovo di 
Città di Castello
 e capitano di ventura.
          ├──>  Giovanni Vitelli(†1487), capitano di ventura.
                 x Antonia Umbertini, figlia di Niccolò Umbertini, conte di Chitignano.
                   └──> Giovan Paolo Vitelli (†1512) capitano di ventura.
                   ├──> Giovanni Luigi Vitelli detto Chiappino (†1511), capitano di ventura.
          ├──>
Vitellozzo Vitelli
 (1458-1502) conte di Montone, signore di 
Città di Castello
, Monterchi e Anghiari.
               x Porzia 
Orsini
, figlia di Paolo Orsini, signore di Lamentana
          ├──>
Camillo Vitelli
 (1459-1499), marchese di Sant'Angelo dei Lombardi e duca di 
Gravina in Puglia
.
                 └──>
Vitello Vitelli
 (1480-1528), conte di Montone.
                       └──>Camillo II Vitelli (1528-1557), conte di Montone.
                           x Graziosa Maccarii (la quale non fu moglie di Camillo II, ma solo una sua amante)
                           └──>Ferrante Vitelli (1550-1584), conte di Montone.
          ├──> 
Paolo Vitelli
(1461-1499), signore di Montone.
                x Girolama 
Orsini
, figlia di Roberto Orsini, signore di Pacentro.
                 └──> Niccolò II Vitelli (1496-1529).
                      x Gentilina della Stafa.
                        └──>Giovanni Vitelli (†1554).
                        ├──>Gian Ludovico Vitelli, detto Chiappino II (1519-1575), marchese di Cetona.
                            x Eleonora Cybo (1523-1594), figlia di 
Lorenzo Cybo
, duca di 
Ferentillo
.
                        ├──>Faustina Vitelli (†1584), moglie di Vincenzo.
                 ├──> 
Alessandro Vitelli
 (1500-1554), signore di Montone, Citerna e Amatrice, marchese di Cetona.
                        x 
Angela de' Rossi
 (1506-1573)
                             └──>Vincenzo Vitelli (†1583), signore di Montone e di Citerna.
                                 x Faustina Vitelli (†1584), sorella di Chiappino II
                                  └──>Chiappino III Vitelli, 
referendario
 e prefetto di 
Norcia
.
                                      x Virginia Savelli (nata 1602)
                                  ├──>
Francesco Vitelli
 (1582-1646), cardinale, e ambasciatore per il papa a 
Venezia
.
                             ├──>
Vitellozzo Vitelli
(1531-1568), cardinale.
                             ├──>Alfonso Vitelli(†1591), signore di Citerna.
                             ├──>
Paolo II Vitelli
(1519-1574), signore di Carmiano.
                             ├──> Giacomo signore di Amatrice, Catino e Poggio Catino.
                                  x Livia Orsini figlia di Ferdinando duca di Gravina
                                  └──>Beatrice (+ 1605)
                                      x Virginio di Latino Orsini marchese di Mentana
                                  ├──>Isabella (+ 1638)
                                      x Ippolito Della Rovere
                             ├──>Giulio Vitelli (†1603), 
cardinale decano

                                └──>Clemente Vitelli, capitano della Guardia di 
Cosimo III de' Medici
 e ambasciatore del granduca presso 
Roma
.
                                    └──>Niccolò Vitelli (1687-1747),conte di Montegualandro e marchese di Bucine.
                                        └──>Clemente (†1790) conte di Montegualandro e marchese di 
Bucine
.
                            ├──>Olimpia Vitelli, monaca.
```